# Jasoň dymnivkový
Jasoň dymnivkový (Parnassius mnemosyne (Linné, 1758)) je kriticky ohrožený druh motýla ČR. V Československu byl v minulosti místy hojný. V současnosti v Čechách již vyhynul a žije pouze na Moravě.

## Popis
- Rozpětí křídel: 5,5–7,0 cm
- Křídla jsou bílá s černými žilkami. Na předních křídlech se nacházejí dvě černé skvrny a jejich vnější okraj je při zavřených křídlech černě poprášený. Rovněž je černě poprášen vnitřní okraj zadních křídel.
- Samice je větší než samec.
- Housenka je tmavá až černá se dvěma řadami červených, žlutě lemovaných skvrn.
- Kukla je tlustá, hlínově zbarvená.

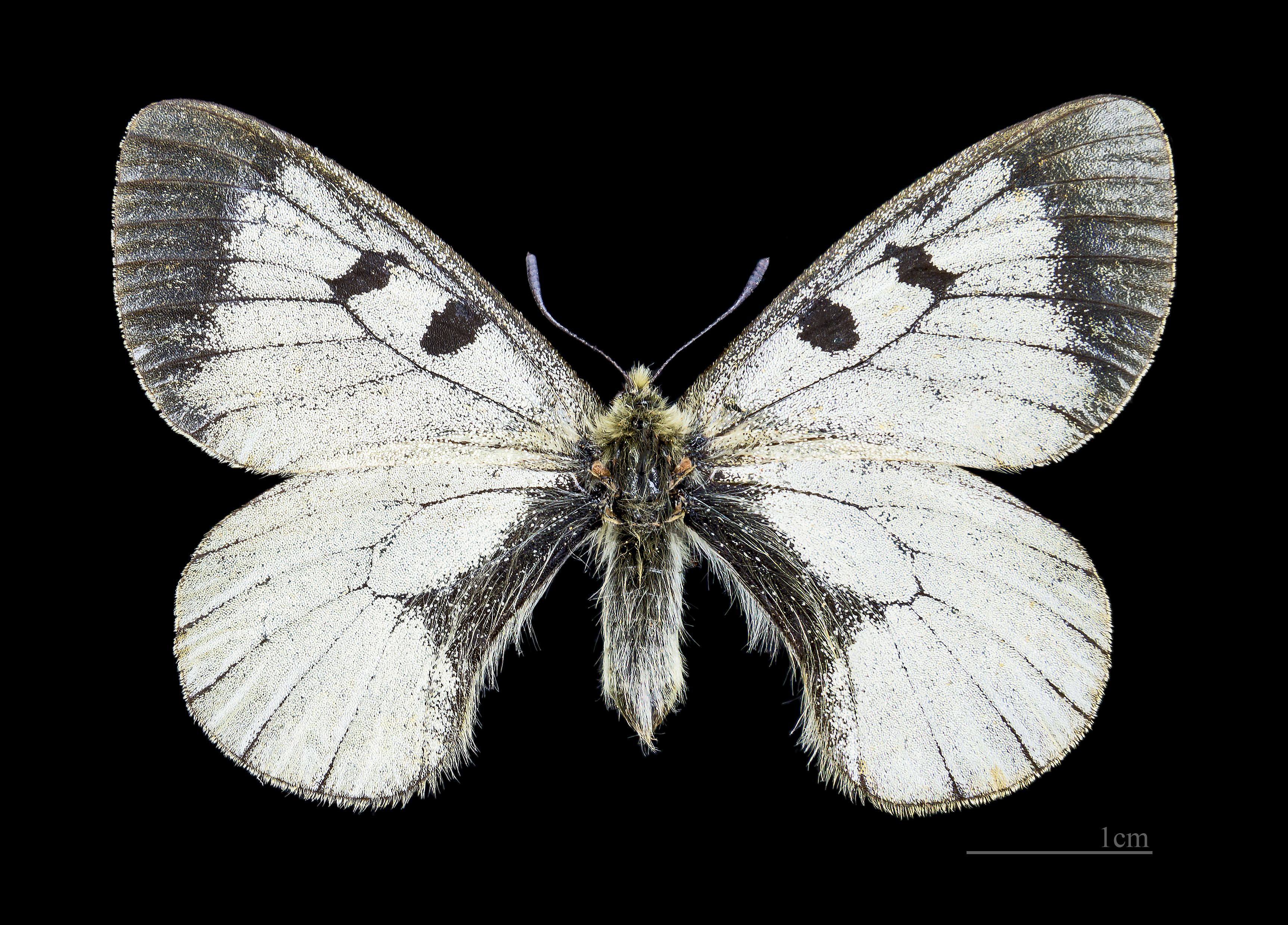
♂
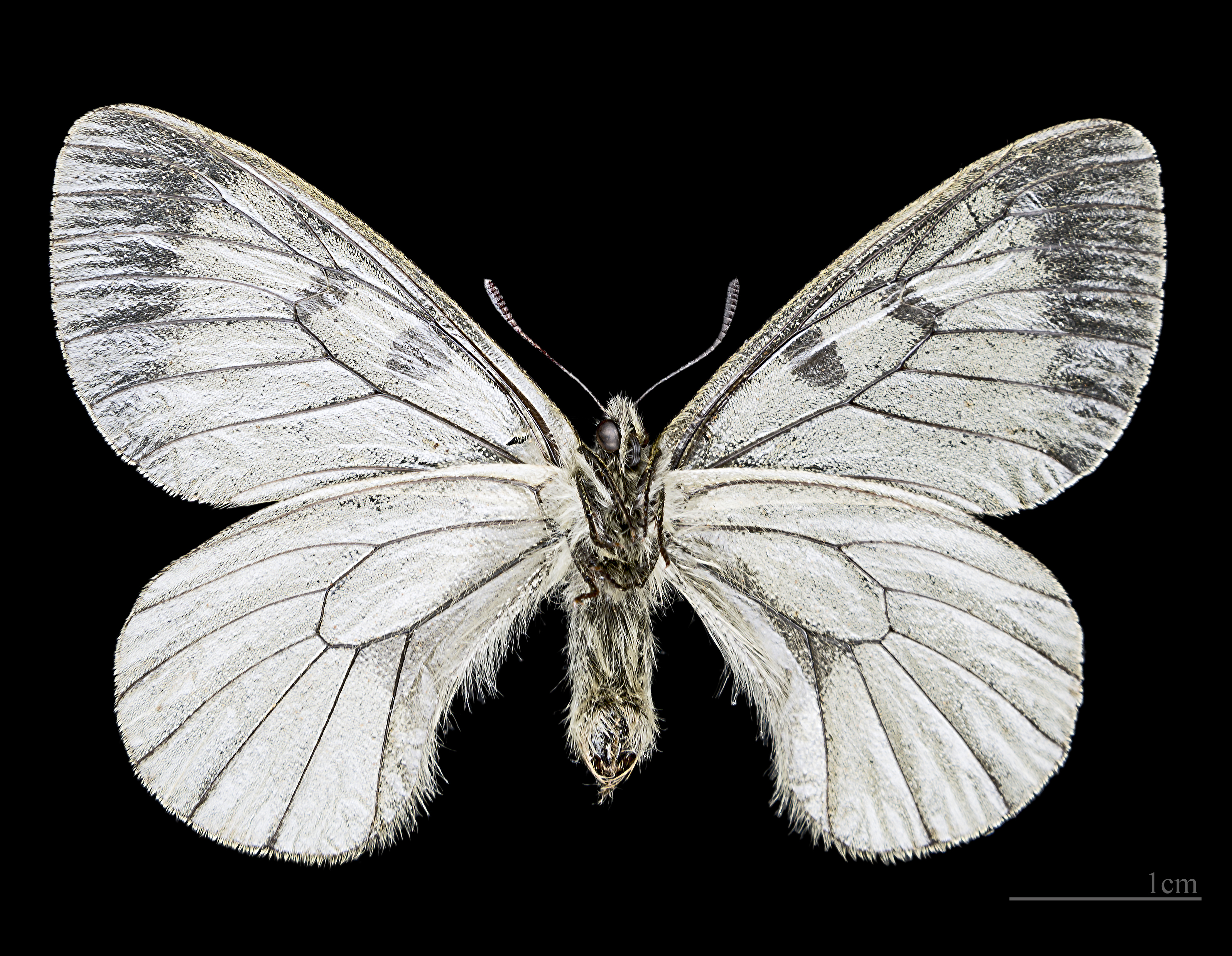
♂ △.
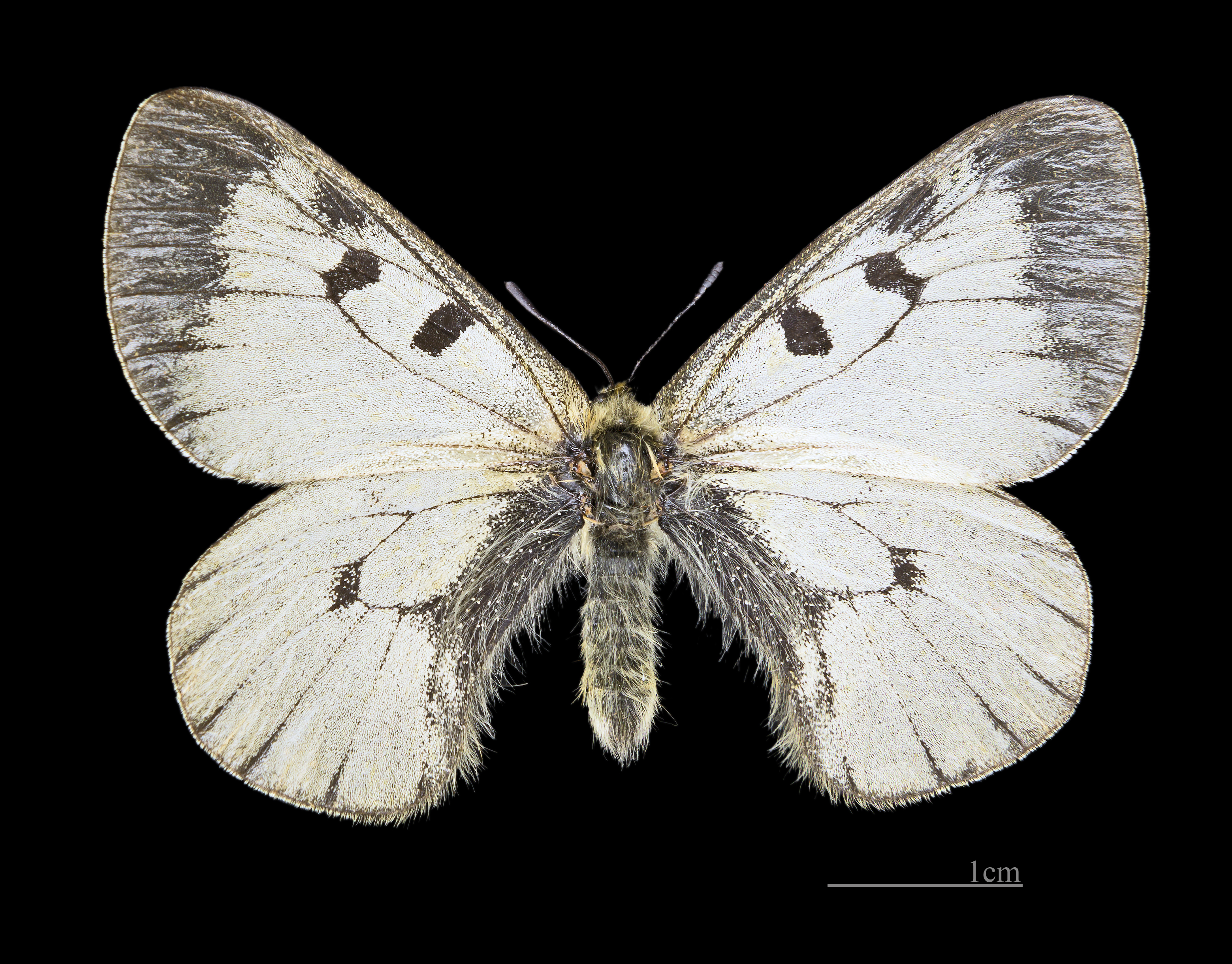
♀
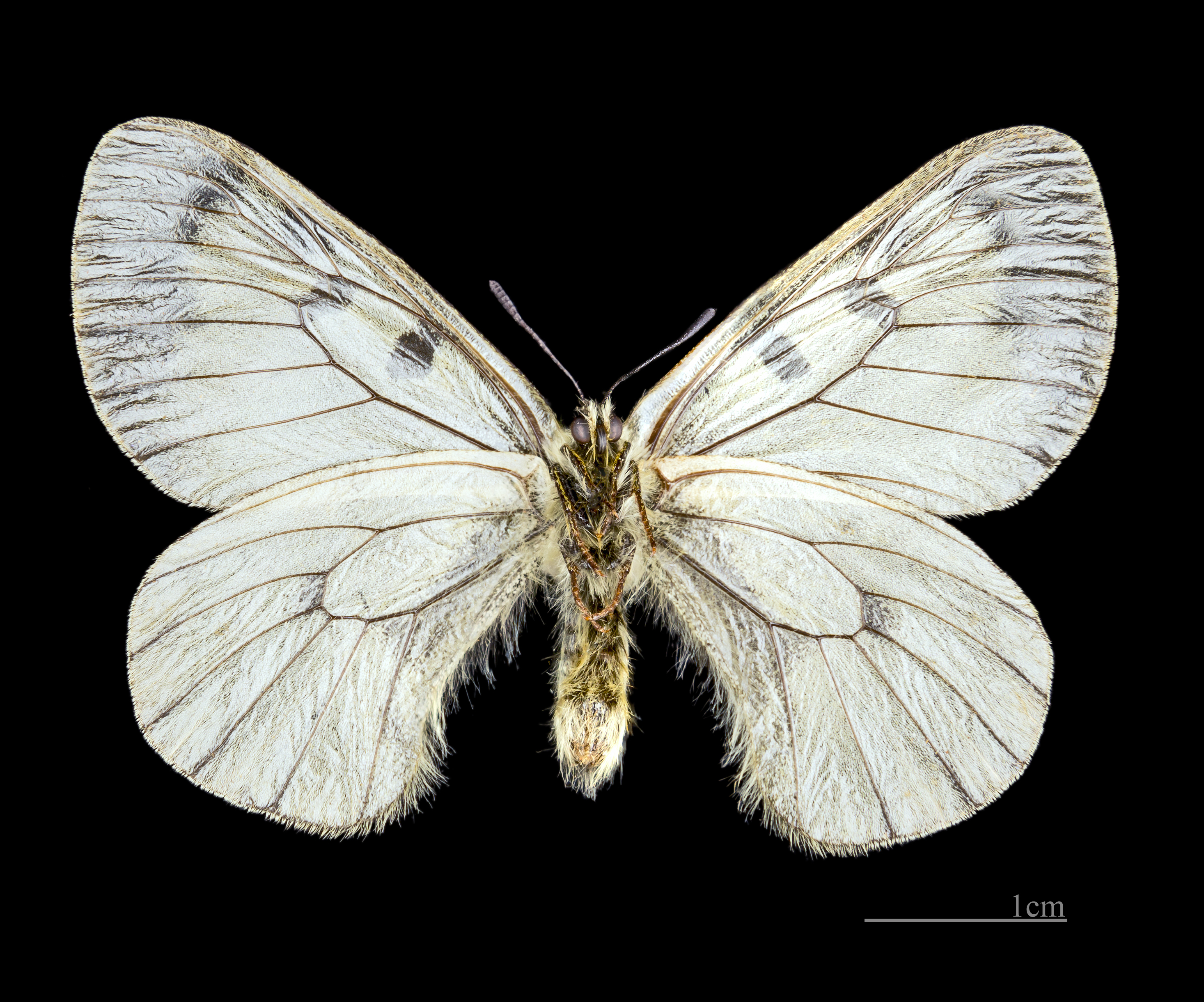
♀ △.

## Areál rozšíření

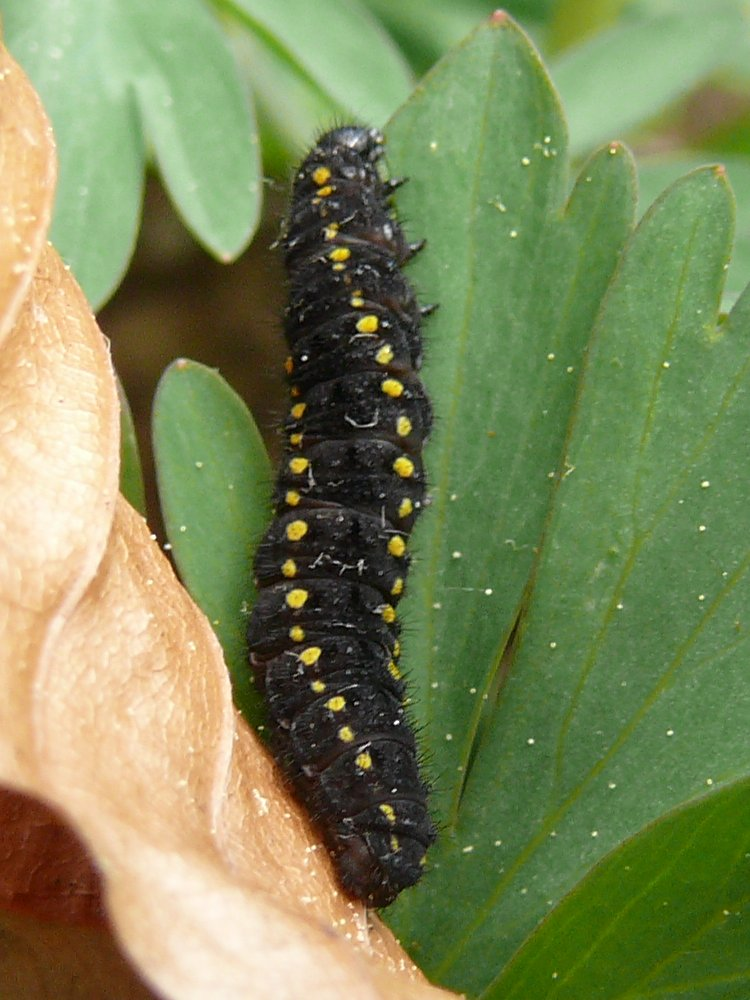
Housenka

Areál rozšíření zahrnuje Evropu v pásu od Pyrenejí po jižní Skandinávii přes Balkán, Malou Asii do Íránu a střední Asie.
V Čechách pravděpodobně již vyhynul, na poslední známé lokalitě poblíž Velkého Oseka – v národní přírodní rezervaci Libický luh – se od roku 1994 zřejmě již nevyskytuje. Na Moravě je v současnosti známo asi 16 lokalit z nichž nejpočetnější se nacházejí v CHKO Litovelské Pomoraví a NP Podyjí.
Více rozšířen je na Slovensku kde je znám asi z 50 lokalit: Malé Karpaty, Bílé Karpaty, Malá Fatra, Nízké Tatry, Považský Inovec a Podunajská pahorkatina.

## Stanoviště
Jasoň dymnivkový obývá rozhraní (ekoton) např. les-louka, řídce porostlé a slunné břehy potoků, řídké a slunné listnaté a smíšené lesy, lesostepi a louky od nížin do alpínského stupně, které jsou domovem jeho živných rostlin – dymnivky bobovité (Corydalis intermedia), dymnivky plné (Corydalis solida), dymnivky nízké (Corydalis pumilla) a dymnivky duté (Corydalis cava). Z ostatních druhů z rodu Corydalis konzumuje v Rusku ještě dymnivku žlutobílou (Corydalis capnoides). Dymnivky snesou na několik let i zvýšený zástin ale poměrně snadno po zastínění a zapojení korun stromů zajdou. Samice nekladou vajíčka na dymnivky v zastíněných místech, housenky tam ani nejsou nalézány a vzhledem k jejich jedovatosti zřejmě neumožňují dokončení vývoje až do stádia dospělce. Proto jsou pro motýla nezbytné dymnivky na osluněných nebo polostinných místech a proto jsou důležité opadavé stromy a prakticky vyloučena místa s jehličnany.

## Biologie
Jasoň dymnivkový se vyskytuje v jedné generaci v květnu až červenci. Dospělí motýli se živí se nektarem květů a žijí asi 2 až 3 týdny, během nichž samice naklade až 150 žlutobílých vajíček. Housenky se sice začínají vyvíjet už několik týdnů po nakladení vajíček, ale vylíhnou se až po přezimování příští jaro. Housenky žijí v březnu až květnu na dymnivce duté (Corydalis cava), dymnivce plné (Corydalis solida), nebo na jiných druzích rodu Corydalis. Růst housenky trvá 4 až 8 týdnů, poté se zakuklí, kukla bývá uložena ve volném zámotku a ukryta mezi listím a dospělí motýli se líhnou po 2 až 5 týdnech. Dospělci poletují po dobu asi 2, max. 3 týdnů, páří se jen dopoledne a po poledni, v odpoledních hodinách se již nepáří neboť páření trvá několik hodin a kopulující pár by mohl spláchnout déšť. Jasoni jsou totiž původem horské Himálajské druhy a zkušenost s horskými bouřkami je naučila jinému chování.

## Hodnota
Významný zástupce orientální motýlí fauny.

## Příčiny ohrožení
Příčinou kritického úbytku jasoně dymnivkového je zejména zánik vhodných biotopů s výskytem živných rostlin (zarůstáním, likvidací rostlin a biotopů spojenými s těžbou dřeva, nevhodnou pastvou před dobou letu dospělců) a aplikace průmyslových hnojiv a pesticidů na místech jeho výskytu. Dospělci ale vyžadují v těsné blízkosti míst s živnými rostlinami místa k páření a květnaté louky se zdrojem nektaru. Housenky na jaře vyžadují přítomnost suchých částí rostlin (zejm. listů) na kterých se mohou slunit a poskytují jim též ochranu před predátory a holomrazem. Ostatně vajíčka samice přichycují též na části rostlin, včetně listů, na volnou půdu samice nekladou.

## Ochrana
Lesní porosty v místech jeho výskytu by měly být převedeny (obnoveny) na střední či nízké lesy (pařeziny) s častými světlinami. Součástí těchto zásahů by měla být i péče o spodní etáž trvalých světlin, popř. experimentální lesní pastva. Aby bylo řádně upozorněno na problémy, kterým jasoň dymnivkový v české krajině čelí, vyhlásila jej Česká společnost entomologická Hmyzem roku 2021.